# Valdaro
Valdaro è un quartiere di 180 abitanti situato alle porte di Mantova, di carattere prevalentemente industriale e logistico.

## Storia
Valdaro acquisì notorietà internazionale quando, nei suoi pressi nel 2007, un eccezionale ritrovamento di due scheletri del neolitico, rinvenuti abbracciati, ebbe vasta eco sui media internazionali, in particolare quelli di lingua inglese. Agli stessi fu dato il nome di Amanti di Valdaro.

## Ubicazione e indicazioni
Si trova all'inizio dell'idrovia Fissero-Tartaro-Canalbianco, dov'è ubicato il porto di Valdaro, un importante scalo merci per la città, per la provincia di Mantova e di Verona. 
Il quartiere ha subito negli ultimi decenni una rapida e grossa trasformazione ancora in corso, in seguito all'insediamento di fabbriche e imprese operanti nei settori dei trasporti e della logistica.
Questa zona, prima disabitata, è ora interessata dalla costruzione di un polo logistico intermodale raggiungibile sia su gomma, attraverso la rete stradale, sia via acqua tramite la darsena del porto di Mantova, che su rotaia, grazie all'attuale sviluppo ferroviario del "Fascio di Valdaro", che si snoda dalla stazione di Mantova Frassine, poco distante.

Il complesso si trova a 5 km dalla città, ed è facilmente accessibile mediante le principali vie di comunicazione, quali la ex SS 482 e la SP 28 che permette il collegamento al casello di Mantova nord dell'Autostrada A22 del Brennero ed è dunque collegato alle direttrici di traffico italiane ed europee tramite l'autostrada A22, le ferrovie Mantova - Monselice, la Verona - Modena, la Padova-Bologna e la Bologna - Verona e l'aeroporto Valerio Catullo di Verona. Inoltre è in fase di costruzione il raccordo a quattro corsie che lo collegherà al casello autostradale di Mantova Nord. Solo in una fase preliminare è l'asse interurbano che lo collegherà alla direttrice per Modena e/o per Cremona. A fianco del centro, il porto commerciale di Valdaro, che essendo situato sull'idrovia Fissero-Tartaro-Canalbianco, costituisce un punto di riferimento per l'intero bacino idrografico europeo. La mobilità delle merci è pertanto garantito da un triplice sistema connettivo che crea un singolare polo logistico nel cuore della Pianura Padana.